# Бриганти
Бриганти (лат. Brigantas) се сматрају најмоћнијим племеном старе Британије, чије је сједиште био Ебуракум (лат. Eburacum), данас познат као Јорк.
Друго значење појма се везује за Италију у средњем вијеку, гдје бриганти означавају лако наоружану пјешадију. Синоним су за беровијере и рибалде. Име бриганти вјероватно потиче од прсног оклопа од платна ојачаног са металним плочицама, који се називао бригантина.
Везивање појма бриганти са пљачкашима потиче од честих пљачки у које су се бриганти упуштали, као и остали средњовјековни најамници.